# Hiroshi Ogawa (Politiker)

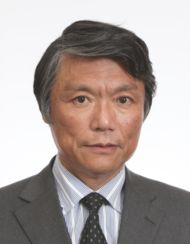
Hiroshi Ogawa, 2010

Hiroshi Ogawa (jap. 小川 洋 Ogawa Hiroshi; * 17. Mai 1949 in Fukuoka, Präfektur Fukuoka; † 2. November 2021 ebenda) war ein japanischer Politiker, Beamter der Zentralregierung und 2011 bis 2021 Gouverneur von Fukuoka. Mit Wirkung vom 24. März 2021 trat er in seiner dritten Amtszeit zurück.
Ogawa, Absolvent der rechtswissenschaftlichen Fakultät der Universität Kyōto, wurde 1972 Beamter im MITI, für das er unter anderem im OCDE-Büro des Außenministeriums, in der KMU-Behörde und der Behörde für Rohstoffe und Energie tätig war. 2001 wurde er shingikan (Position unter den Staatssekretären) im Kabinettsbüro, danach ab 2002 im Ausschuss für Lebensmittelsicherheit des Kabinettsbüros, bevor er 2003 noch einmal ins MITI zurückkehrte. 2004 verließ er die Ministerialbürokratie und wurde ein Jahr später Berater des Versicherungsunternehmens Mitsui Sumitomo Kaijō Kasai Hoken. 2007 wurde er Leiter des Naikaku-kōhō-shitsu, des „PR-Büros des Kabinetts“ im Kabinettssekretariat, eine Position, die er unter den Kabinetten Fukuda, Asō, Hatoyama und Kan hielt. Im September 2010 kehrte er nochmal für einige Monate als Berater in die Privatwirtschaft zurück.
Für die Gouverneurswahl in Fukuoka 2011 am 10. April hatte der langjährige Amtsinhaber Wataru Asō seinen Rückzug angekündigt, und Ogawa erklärte im Februar 2011 seine Kandidatur, die nach innerer Uneinigkeit über andere Kandidaten von beiden großen Parteien de facto unterstützt wurde, obwohl beide auf formale Wahlempfehlungen verzichteten. Einziger Gegenkandidat war damit der KPJ-gestützte Takaaki Kimura. Ogawa erhielt bei niedriger Wahlbeteiligung über 1,1 Millionen Stimmen und löste Asō noch im April ab. Er wurde 2015 als nicht kommunistischer Allparteienkandidat und 2019 souverän gegen einen von der LDP offiziell unterstützten Herausforderer wiedergewählt. In seine dritte Amtszeit fiel der Ausbruch der COVID-19-Pandemie, bei der Fukuoka neben Okinawa zu den am schwersten betroffenen Präfekturen in Südjapan gehörte.
Nachdem Ogawa sich bereits im Dezember 2020 für einen einwöchigen Krankenhausaufenthalt durch einen der Vizegouverneure hatte vertreten lassen, wurde er am 20. Januar 2021 wieder in ein Krankenhaus eingeliefert. Weil seine Krebstherapie ihn für längere Zeit als ursprünglich geplant an der Amtsausübung zu hindern drohte, reichte er am 22. Februar beim Präsidenten des Präfekturparlaments seinen Rücktritt ein.